# 2019年世界場地單車錦標賽
2019年世界場地單車錦標賽於2月27日至3月3日在波蘭普魯斯科夫的BGŻ Arena舉行，這是第116屆世界場地單車錦標賽。

## 賽程
會有20個項目舉行，比賽時間為中歐標準時間（UTC+01:00）：
| 日期    | 時間  | 階段                            |
| ------- | ----- | ------------------------------- |
| 2月27日 | 13:00 | 女子團體追逐資格賽              |
| 2月27日 | 13:00 | 男子團隊追逐賽資格賽            |
| 2月27日 | 18:00 | 女子團體爭先資格賽              |
| 2月27日 | 18:00 | 男子團體爭先賽資格賽            |
| 2月27日 | 18:00 | 女子捕捉決賽                    |
| 2月27日 | 18:00 | 女子團體爭先賽第一圈            |
| 2月27日 | 18:00 | 男子團體爭先賽第一圈            |
| 2月27日 | 18:00 | 男子團體追逐賽第1圈             |
| 2月27日 | 18:00 | 女子團體爭先賽決賽              |
| 2月27日 | 18:00 | 男子團體爭先賽決賽              |
| 2月28日 | 14:30 | 女子爭先賽資格賽, 1/16, 1/8決賽 |
| 2月28日 | 14:30 | 男子競輪賽第1圈, 復活賽         |
| 2月28日 | 18:30 | 男子團體追逐賽第1圈             |
| 2月28日 | 18:30 | 女子爭先賽1/4決賽               |
| 2月28日 | 18:30 | 男子競輪第2圈                   |
| 2月28日 | 18:30 | 男子團體追逐決賽                |
| 2月28日 | 18:30 | 男子捕捉賽決賽                  |
| 2月28日 | 18:30 | 男子競輪賽決賽                  |
| 2月28日 | 18:30 | 女子團體追逐決賽                |
| 3月1日  | 15:00 | 女子全能賽 sratch, tempo race   |
| 3月1日  | 15:00 | 男子計時賽資格賽                |
| 3月1日  | 15:00 | 男子個人追逐賽資格賽            |
| 3月1日  | 18:30 | 男子計分賽                      |
| 3月1日  | 18:30 | 女子爭先賽4強                   |
| 3月1日  | 18:30 | 女子全能賽, 淘汰賽              |
| 3月1日  | 18:30 | 男子計時賽決賽                  |
| 3月1日  | 18:30 | 男子個人追逐賽決賽              |
| 3月1日  | 18:30 | 女子爭先賽決賽                  |
| 3月1日  | 18:30 | 女子全能賽, 計分賽              |

| 日期   | 時間  | 階段                            |
| ------ | ----- | ------------------------------- |
| 3月2日 | 12:00 | 女子計時賽資格賽                |
| 3月2日 | 12:00 | 男子爭先賽資格賽, 1/16, 1/8決賽 |
| 3月2日 | 12:00 | 男子全能賽sratch, tempo race    |
| 3月2日 | 12:00 | 女子個人追逐賽資格賽            |
| 3月2日 | 17:00 | 女子計時賽決賽                  |
| 3月2日 | 17:00 | 男子爭先賽8強                   |
| 3月2日 | 17:00 | 女子麥迪遜賽                    |
| 3月2日 | 17:00 | 男子全能賽, 淘汰賽              |
| 3月2日 | 17:00 | 女子個人追逐賽決賽              |
| 3月2日 | 17:00 | 男子全能賽, 計分賽              |
| 3月3日 | 12:00 | 男子爭先賽4強                   |
| 3月3日 | 12:00 | 女子競輪, 第一圈, 復活賽        |
| 3月3日 | 14:00 | 女子計分賽                      |
| 3月3日 | 14:00 | 男子爭先決賽                    |
| 3月3日 | 14:00 | 男子麥迪遜賽                    |
| 3月3日 | 14:00 | 女子競輪, 第二圈                |
| 3月3日 | 14:00 | 女子競輪決賽                    |

## 獎牌榜
*   主办国家/地区（波蘭）
| 排名                      | 国家 / 地区               | 金牌 | 銀牌 | 銅牌 | 总计 |
| ------------------------- | ------------------------- | ---- | ---- | ---- | ---- |
| 1                         | 荷蘭（NED）               | 6    | 4    | 1    | 11   |
| 2                         | （AUS）                   | 6    | 3    | 1    | 10   |
| 3                         | 中國香港（HKG）           | 2    | 0    | 0    | 2    |
| 4                         | 德国（GER）               | 1    | 2    | 3    | 6    |
| 5                         | 法國（FRA）               | 1    | 2    | 2    | 5    |
| 6                         | 英國（GBR）               | 1    | 2    | 1    | 4    |
| 7                         | 俄羅斯（RUS）             | 1    | 1    | 2    | 4    |
| 8                         | 義大利（ITA）             | 1    | 1    | 1    | 3    |
| 9                         | 新西兰（NZL）             | 1    | 0    | 2    | 3    |
| 10                        | 丹麦（DEN）               | 0    | 1    | 2    | 3    |
| 11                        | 愛爾蘭（IRL）             | 0    | 1    | 1    | 2    |
| 12                        | 西班牙（ESP）             | 0    | 1    | 0    | 1    |
| 12                        | 日本（JPN）               | 0    | 1    | 0    | 1    |
| 12                        | 乌克兰（UKR）             | 0    | 1    | 0    | 1    |
| 15                        | 比利时（BEL）             | 0    | 0    | 2    | 2    |
| 16                        | 波蘭（POL）*              | 0    | 0    | 1    | 1    |
| 16                        | 美国（USA）               | 0    | 0    | 1    | 1    |
| 总计（共17个国家 / 地区） | 总计（共17个国家 / 地区） | 20   | 20   | 20   | 60   |

## 獎牌得主
| 项目        | 金牌                                                                              | 银牌                                                                           | 铜牌                                                                                           |
| 男子        |                                                                                   |                                                                                |                                                                                                |
| 個人爭先賽  | 哈里·拉夫赖森 · 荷兰（NED）                                                       | 杰弗里·霍赫兰德 · 荷兰（NED）                                                  | 马特乌什·鲁德克 · 波兰（POL）                                                                  |
| 1公里計時賽 | 昆廷·拉法尔格 · 法國（FRA）                                                       | 特奧·博斯 · 荷兰（NED）                                                        | 米夏埃尔·德阿尔梅达 · 法國（FRA）                                                              |
| 個人追逐賽  | 菲利波·甘纳 · 義大利（ITA）                                                       | 多梅尼克·魏因施泰因 · 德国（GER）                                              | Davide Plebani · 義大利（ITA）                                                                 |
| 團隊追逐賽  | · 山姆·韦尔斯福德 · 凯兰德·奥布莱恩 · 利·霍華德 · 亚历山大·波特 · Cameron Scott   | 英国 · 伊桑·海特 · 埃德·克兰西 · 基安·伊马迪 · 查理·坦菲尔德 · 奥利弗·伍德     | 丹麦 · 尼克拉斯·拉森 · 拉塞·诺曼·汉森 · 拉斯穆斯·佩德森 · 卡斯珀·冯·福尔萨赫 · 尤利乌斯·约翰森 |
| 團隊爭先賽  | 荷蘭 · 罗伊·范登贝尔赫 · 哈里·拉夫赖森 · 马蒂尔斯·布赫利 · 杰弗里·霍赫兰德        | 法國 · 格雷戈里·博热 · 塞巴斯蒂安·维吉耶 · 米夏埃尔·德阿尔梅达 · 昆廷·拉法尔格 | 俄羅斯 · 丹尼斯·德米特里耶夫 · Alexander Sharapov · 帕维尔·亚库舍夫斯基                        |
| 競輪賽      | 马蒂尔斯·布赫利 · 荷兰（NED）                                                     | 新田祐大 · 日本（JPN）                                                         | 斯特凡·伯蒂歇尔 · 德国（GER）                                                                  |
| 捕捉賽      | 山姆·韦尔斯福德 · 澳大利亚（AUS）                                                 | 罗伊·埃夫廷 · 荷兰（NED）                                                      | 汤姆·塞克斯顿 · 新西兰（NZL）                                                                  |
| 計分賽      | 扬-威廉·范斯希普 · 荷兰（NED）                                                    | 塞巴斯蒂安·莫拉 · 西班牙（ESP）                                                | 马克·唐尼 · 愛爾蘭（IRL）                                                                      |
| 麥迪遜賽    | 德国 · 罗格·克卢格 · 特奥·赖因哈特                                                | 丹麦 · 拉塞·诺曼·汉森 · 卡斯珀·冯·福尔萨赫                                     | 比利时 · 肯尼·德克特莱 · 罗贝·吉斯                                                             |
| 全能賽      | 坎贝尔·斯图尔特 · 新西兰（NZL）                                                   | 邦雅曼·托马 · 法國（FRA）                                                      | 伊桑·海特 · 英国（GBR）                                                                        |
| 女子        |                                                                                   |                                                                                |                                                                                                |
| 個人爭先賽  | 李慧詩 · 中國香港（HKG）                                                          | 史蒂芬妮·莫頓 · 澳大利亚（AUS）                                                | 玛蒂尔德·格罗 · 法國（FRA）                                                                    |
| 500米計時賽 | 达里娅·什梅廖娃 · 俄罗斯（RUS）                                                   | 奧蓮娜·斯塔里科娃 · 乌克兰（UKR）                                              | 卡勒·麦卡洛克 · 澳大利亚（AUS）                                                                |
| 個人追逐賽  | 阿什莉·安库迪诺夫 · 澳大利亚（AUS）                                               | 莉萨·布伦瑙尔 · 德国（GER）                                                    | 莉萨·克莱因 · 德国（GER）                                                                      |
| 團體追逐賽  | · 安尼特·埃德蒙森 · 阿什莉·安库迪诺夫 · 乔治娅·贝克 · 艾米·科尔 · 亚历山德拉·曼利 | 英国 · 勞拉·肯尼 · 凯蒂·阿奇博尔德 · 埃莉诺·巴克 · 埃莉·狄金森                 | 新西兰 · 克斯蒂·詹姆斯 · 霍莉·埃德蒙斯顿 · 布莱奥妮·博塔 · 米凯拉·德拉蒙德 · 拉什莉·布坎南     |
| 團體爭先賽  | · 卡勒·麦卡洛克 · 史蒂芬妮·莫頓                                                   | 俄羅斯 · 达里娅·什梅廖娃 · 阿纳斯塔西娅·沃伊诺娃                               | 德国 · 米丽亚姆·威尔特 · 艾玛·欣策                                                             |
| 競輪賽      | 李慧詩 · 中國香港（HKG）                                                          | 卡勒·麦卡洛克 · 澳大利亚（AUS）                                                | 达里娅·什梅廖娃 · 俄罗斯（RUS）                                                                |
| 捕捉賽      | 埃莉诺·巴克 · 英国（GBR）                                                         | 基尔丝滕·维尔德 · 荷兰（NED）                                                  | 约莉恩·德-霍尔 · 比利时（BEL）                                                                 |
| 得分賽      | 亚历山德拉·曼利 · 澳大利亚（AUS）                                                 | Lydia Boylan · 愛爾蘭（IRL）                                                   | 基尔丝滕·维尔德 · 荷兰（NED）                                                                  |
| 麥迪遜賽    | 荷蘭 · 基尔丝滕·维尔德 · 艾米·彼得斯                                              | · 乔治娅·贝克 · 艾米·科尔                                                      | 丹麦 · 阿玛莉·迪德里克森 · 茱莉·萊特                                                           |
| 全能賽      | 基尔丝滕·维尔德 · 荷兰（NED）                                                     | 莱蒂齐娅·帕特诺斯特 · 義大利（ITA）                                            | 珍妮弗·瓦伦特 · 美国（USA）                                                                    |

- 陰影部分為非奧運項目

## 外部連結
- .   [2019-01-26]. （原始内容存档于2019-07-30）.